# Тактагулово (Баймацький район)
Тактагу́лово (рос. Тактагулово, башк. Туҡтағол) — присілок у складі Баймацького району Башкортостану, Росія. Входить до складу Кусеєвської сільської ради.
Населення — 13 осіб (2010; 15 в 2002).
Національний склад:
- башкири — 100%